# Recopa Sudamericana 1997
La Recopa Sudamericana 1997 è stata la nona edizione della Recopa Sudamericana; in questa occasione a contendersi la coppa furono il vincitore della Coppa Libertadores 1996 e il vincitore della Supercoppa Sudamericana 1996.

## Tabellino
| Arbitro: | Jorge Nieves |

| |                      | |
| Francescoli 83’ (rig.) | Marcatori            | 29’ (rig.) Chilavert |
| Francescoli Ayala Gallardo Trotta | Tiri di rigore 2 – 4 | Chilavert Camps Pandolfi Zandoná Pellegrino |
| · 28’ Roberto Bonano · Roberto Trotta · Celso Ayala · Eduardo Berizzo · 74’ Juan Pablo Sorín · Leonardo Astrada · Roberto Monserrat · 28’ Hernán Maisterra · 60’ Sergio Berti · Enzo Francescoli · Julio Cruz · 28’ Germán Burgos · 60’ Marcelo Gallardo · 74’ Facundo Villalba | Formazioni           | · José Luis Chilavert · Flavio Zandoná · Víctor Sotomayor · Mauricio Pellegrino · Raúl Cardozo · Marcelo Gómez 88’ · Claudio Husaín · Guillermo Morigi 76’ · Christian Bassedas · Patricio Camps · Martín Posse · Marcelo Herrera 76’ · Fernando Pandolfi 88’ |
| Ramón Díaz | Allenatori           | Osvaldo Piazza |